# Stemma dell'Alabama

Sigillo dell'Alabama

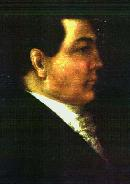
William Wyatt Bibb, primo governatore

Lo stemma dell'Alabama (ufficialmente in inglese Alabama Great Seal, ossia Gran Sigillo dell'Alabama) fu scelto nel 1817 da William Wyatt Bibb, governatore del Territorio dell'Alabama e primo governatore dello Stato, a partire dal 1819, quando lo stemma venne adottato come emblema ufficiale. Lo stemma raffigura una mappa dello Stato, con evidenziati i fiumi, importante risorsa del territorio. Nel 1868 lo stemma fu rimpiazzato da un controverso emblema con un'aquila che tiene nel becco uno striscione con scritto "Here We Rest" ("Qui riposiamo"). Il governatore Frank M. Dixon adottò di nuovo lo stemma originale di Bibb nel 1939, rimanendo poi sempre uguale.

stemma dal 1868-1939
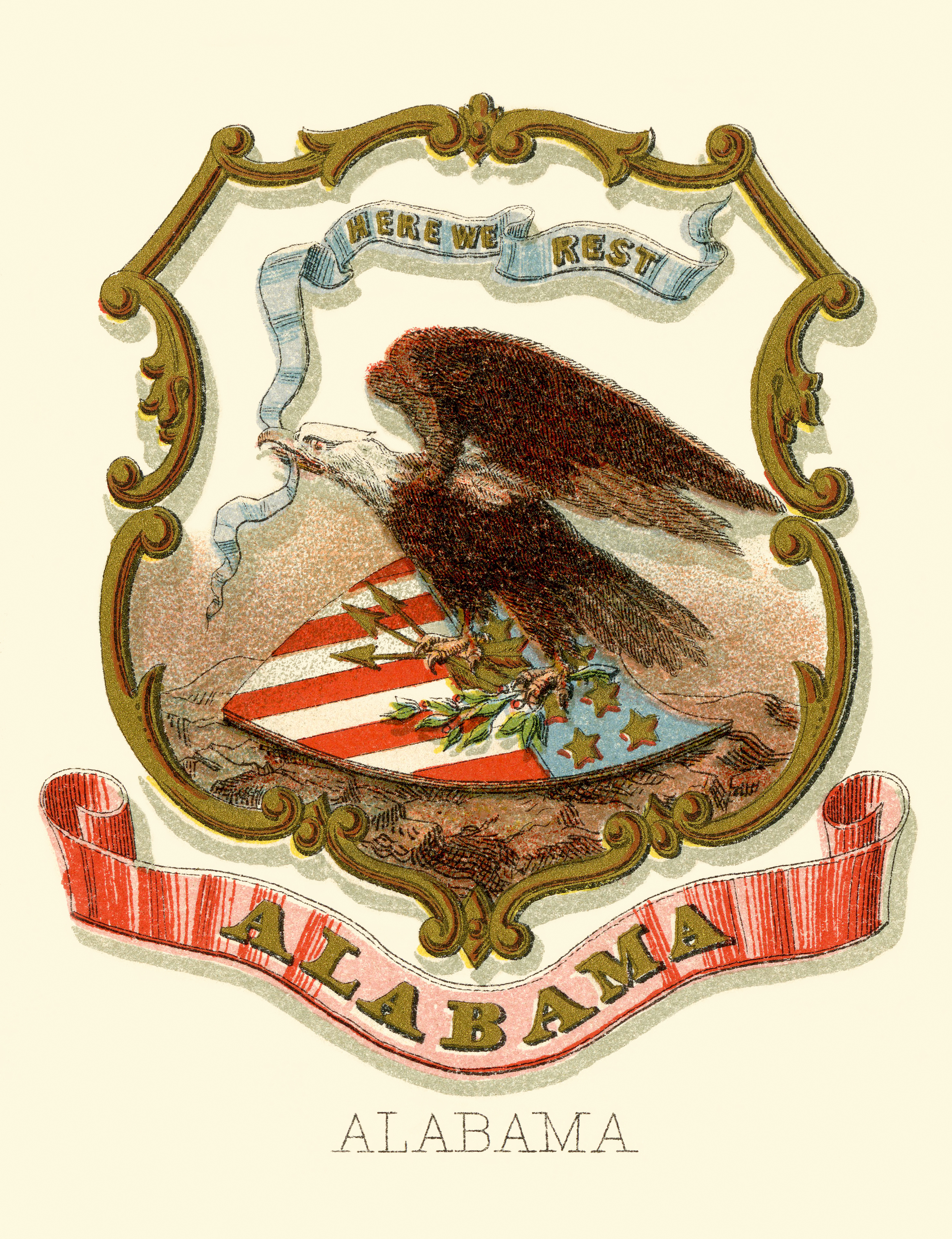
stemma illustrato del 1876

## Fonti
- Alabama Great Seal for Kids, su archives.state.al.us. URL consultato il 9 gennaio 2006 (archiviato dall'url originale il 10 aprile 2012).
- Alabama Great Seal, su archives.state.al.us. URL consultato il 10 giugno 2006 (archiviato dall'url originale il 20 marzo 2012).
- Lo stemma "here we rest" (GIF), su archives.state.al.us. URL consultato il 27 settembre 2008 (archiviato dall'url originale il 3 marzo 2016).